# Pont de Lavey
Der Pont de Lavey, deutsch ungefähr „Lavey-Brücke“, bei Saint-Maurice im Kanton Wallis ist eine Stabbogenbrücke, welche die Lokalstrasse nach Lavey über die Rhone führt. An der Stelle der heutigen Brücke standen mehrere Vorgängerbauwerke.

## Lage
Die Brücke liegt hälftig in Saint-Maurice im Kanton Wallis und hälftig im Kanton Waadt auf dem Gemeindegebiet von Lavey-Morcles. Die Kantonsgrenze verläuft mittig in der Rhone. In der Nähe des linken Brückenkopfs befindet sich der Kreisel an der Hauptstrasse 9, wo die Strasse über die Brücke abzweigt und geradlinig in Richtung Lavey führt. Die Strasse heisst Route Neuve (deutsch „Neue Strasse“) und überquert mit einer weiteren Brücke den Unterwasserkanal des Kraftwerks Lavey, bevor sie den Ortskern von Lavey erreicht.

## Geschichte

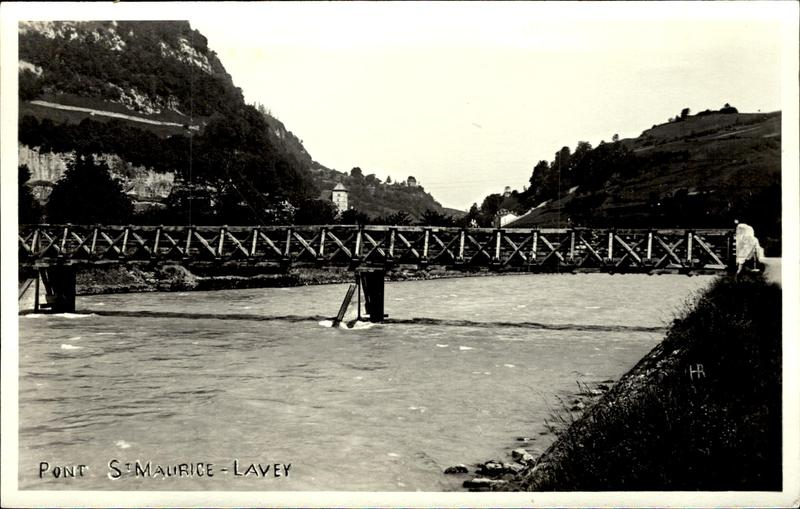
Holzbrücke von 1917

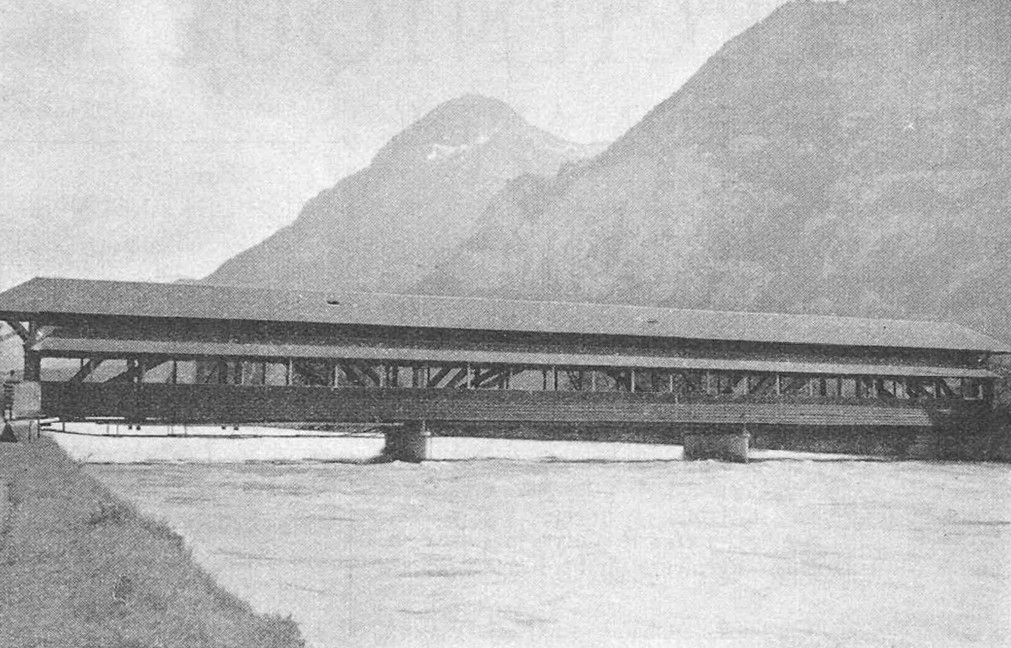
Gedeckte Brücke von 1941

Die erste Brücke, die an der Stelle des heutigen Pont de Lavey über die Rhone führte, war eine Holzbrücke. Sie wurde 1917 von der Sappeurkompanie der Festung Saint-Maurice unter Hauptmann Paulus Chevalley errichtet und ermöglichte eine direkte Verbindung zwischen Saint-Maurice und Lavey. Zuvor führte der direkteste Weg von Lavey zum Bahnhof Saint-Maurice über die Rhonebrücke beim Schloss Saint-Maurice und war fast doppelt so lang. Der erste Pont de Lavey bestand aus einem durchlaufenden dreifeldrigen Howe-Gitterträger mit hölzernen Druckgliedern in den Diagonalen und den Gegendiagonalen, sowie vertikalen eisernen Zugstangen aus Rundstahl. Das verwendete Holz aus Lärchen, die im Wallis gewachsen waren, war nicht genügend trocken und die Brücke war vor der Witterung nicht geschützt, sodass sie sehr schnell in einem schlechten Zustand war. Anfang 1939 war sie so baufällig, dass das Waadtländer und das Walliser Baudepartement beschlossen, sie zu ersetzen.
Für den Ersatz der Brücke wurden drei Projekte untersucht: eine Stahlbrücke, eine Betonbrücke und eine gedeckte Holzbrücke. Im Frühjahr 1939 war der Stahlpreis aber bereits so hoch, dass diese Lösung nicht mehr in Frage kam. Die Variante in Stahlbeton hätte sehr grosse teure Fundamente benötigt, weshalb die gedeckte Holzbrücke gebaut wurde, die 1941 fertiggestellt war. Die Brücke bestand aus einer einspurigen 3,05 m breiten Fahrbahn und zwei 1,25 m breiten Gehwegen, die ausserhalb des Hauptträgers von Kragarmen getragen wurden. Ein Brand, der wahrscheinlich durch einen Kurzschluss ausgelöst wurde, zerstörte die Brücke am Nachmittag des 19. November 1970 vollständig. Als Ersatz wurde eine einspurige Behelfsbrücke gebaut, die im Einbahnverkehr betrieben wurde, die von einer Fussgängerbrücke ergänzt wurde.
Die Behelfsbrücke wurde 1984 durch eine Stabbogenbrücke ersetzt, die aus zwei Stahlbögen und einem Stahlbeton-Brückendeck besteht. Sie trägt zwei 3,5 m breite Fahrspuren und zwei Fussgängerstege, die ausserhalb der Stahlbögen angeordnet sind.